# David Nucifora

a Compétitions nationales et continentales officielles uniquement.

b Matchs officiels uniquement.
Dernière mise à jour le 9 février 2024.
 David Nucifora, né le 15 janvier 1962 à Brisbane, est un ancien joueur australien de rugby à XV qui a joué au poste de talonneur avec l'équipe d'Australie. Il s'est ensuite reconverti en entraîneur.

## Carrière
David Nucifora obtient sa première sélection avec l'équipe d'Australie le 4 octobre 1991 contre l'Argentine. Son dernier test match est contre le Canada, le 9 octobre 1993.
David Nucifora est entraîneur des ACT Brumbies avec lesquels il a remporté le Super 12 en 2004. Il entraîne ensuite les Blues de 2006 à 2008.
En 2014, il devient directeur de la performance au sein de la Fédération irlandaise de rugby à XV. Après les Jeux olympiques d'été de 2024, il quittera ce poste pour rejoindre la Rugby Australia dans un rôle de conseiller. À la fin de l'année, il rejoint finalement la Fédération écossaise de rugby à XV en tant que directeur de la performance.
Il est directeur général de la performance lors de la tournée de l'équipe des Lions britanniques et irlandais de rugby à XV en 2025.

## Palmarès
- Nombre de test matchs avec l'Australie : 2 (+1 avec XV Australie)